# Esfaleró
L'esfaleró (grec: σφαλερός "relliscós") és una solució estàtica (independent del temps) de les equacions de camp electrofebles del model estàndard de física de partícules, i està implicada en certs processos hipotètics que violen els nombres bariònics i leptònics. S'ha postulat per a explicar l'origen de l'asimetria entre matèria i antimatèria, una de les qüestions més fundamentals en física de partícules i cosmologia. Un esfaleró és un procés rar de la interacció electro-feble que converteix tres barions en tres antileptons. Això viola la conservació del nombre bariònic i del nombre leptònic, però la diferència B−L es conserva.
Un esfaleró és un tipus d'instantó, i per tant, una solució no-pertorbativa de la teoria. Això significa que en condicions normals és rarament observable. Sigui com sigui, els esfalerons podrien haver estat més comuns a altes temperatures en l'univers primitiu. En algunes teories de la bariogènesi l'asimetria en el nombre de leptons i antileptons es forma primerament via leptogènesi, i els esfalerons la transformen en una asimetria en el nombre de barions i antibarions.
En el model estàndard es donen les tres condicions necessàries per generar aquesta asimetria, és a dir, violació de la conservació del nombre bariònic/nombre leptònic, violació de la simetria CP (càrrega elèctrica, paritat), i evolució cosmològica fora de l'equilibri tèrmic, malgrat això, el que s'ha esmentat podria no explicar completament l'asimetria observada a l'univers, i caldria introduir una nova física més enllà del model estàndard.
El mecanisme de l'esfaleró s'il·lustra sovint amb l'exemple d'un gronxador: a baixa energia fa petites oscil·lacions, però si l'energia és prou alta pot donar una volta completa. Per tant, el nombre de voltes que han donat les cordes a la barra de suspensió del gronxador (que correspondria al nombre bariònic) pot canviar a alta energia, però no a baixa energia. L'energia necessària per dur el sistema a l'estat inestable (per damunt la barra del gronxador) representa la massa de l'esfaleró.
Recerques experimentals d'esfalerons s'han portat a terme als col·lisionadors HERA i LHC. L'esfaleró electrofeble (en la seva forma més simple, amb "nombre de voltes" Nc = 1) es desintegra isotròpicament en 12 fermions (7 quarks, 3 leptons), si és molt pesant pot produir també potencialment un gran nombre de bosons (fotons, Z, W, Higgs), violant nombre bariònic i del nombre leptònic. No s'ha trobat fins ara (2020) cap evidència de la producció d'aquests objectes, fet que indica que la seva massa és superior a 8 TeV i/o que la seva secció eficaç de producció està exponencialment suprimida.